# Miguel Villalobos Moreno
Miguel Villalobos Moreno era el pseudònim més utilitzat per José Sánchez González (Cartagena, 1881 -) un paleta, dirigent sindical i posteriorment confident de la policia.
Va treballar com a paleta i com a mestre a l'Escola Moderna de Francesc Ferrer i Guàrdia. Va participar en el primer congrés de la Solidaritat Obrera, col·laborant també en articles al periòdic Solidaridad Obrera.
Va formar part del comitè de vaga de juliol de 1909, juntament amb Antoni Fabra i Ribas i Francisco Miranda (o José Rodríguez Romero). Durant els fets de la Setmana Tràgica, el 28 de juliol va dirigir les barricades del carrer de Sant Pau de Barcelona. Després va fugir a París, on va tenir una forta polèmica amb Antoni Fabra i Ribas sobre com es van desenvolupar els fets.
Quan tornar va renegar del seu passat anarquista i es va posar en evidència que havia estat confident i agent provocador de la policia. El 1913, després de l'atemptat contra José Canalejas, amb el pseudònim Constant Leroy, va publicar Los secretos del anarquismo, un libel antianarquista on afirma que Francesc Ferrer i Guàrdia i Francisco Miranda convenceren Joaquim Miguel Artal d'intentar assassinar Antoni Maura en 1904.